# حسن أباد (غلزار بردسير)
حسن أباد (بالفارسية: حسن‌آباد) هي قرية تقع في إيران في البلدة المركزية.